# Wenzel Render
Wenzel Render, w źródłach czeskich:  Václav Render (ur. 31 sierpnia 1669 w Ołomuńcu – zm. 3 kwietnia 1733 tamże) – czeski kamieniarz i rzeźbiarz, uprzywilejowany cesarski architekt i miejski mistrz kamieniarski w Ołomuńcu na Morawach. 

## Życiorys
Autor wielu prac kamieniarskich i rzeźbiarskich w Ołomuńcu. Projektant, inicjator budowy, główny sponsor i twórca kolumny Trójcy Przenajświętszej w tym mieście.
Nie znamy dokładnej daty urodzenia Rendera, wiadomo tylko że został ochrzczony w dniu 31 sierpnia 1669 r. Był synem towarzysza murarskiego Feliksa Rendera. W 1705 otrzymał cesarski przywilej, pozwalający mu swobodnie pracować poza organizacją cechową. Był autorem projektów i wykonawcą wielu znaczących prac kamieniarskich i rzeźbiarskich w Ołomuńcu, utrzymanych w stylu barokowym. Od roku 1716 głównym dziełem jego życia była kolumna Trójcy Przenajświętszej, której jednak nie ukończył przed śmiercią.
Prawdopodobnie nigdy się nie ożenił, nie miał dzieci. Cały swój majątek ruchomy i nieruchomy (po spieniężeniu: 8961 ówczesnych złotych) zapisał w spadku na ukończenie wspomnianej kolumny Trójcy Przenajświętszej, a wykonawcą testamentu uczynił swego przyjaciela i miejskiego radnego F. G. Willpertha. Został pochowany w krypcie kościoła farnego w Ołomuńcu.
Był właścicielem domu przy dzisiejszej ul. 8. května nr 7, gdzie miał swą pracownię kamieniarską. Od 1958 r. budynek ten jest na liście obiektów zabytkowych w Ołomuńcu (czes. Seznam kulturních památek v Olomouci).

## Dzieła

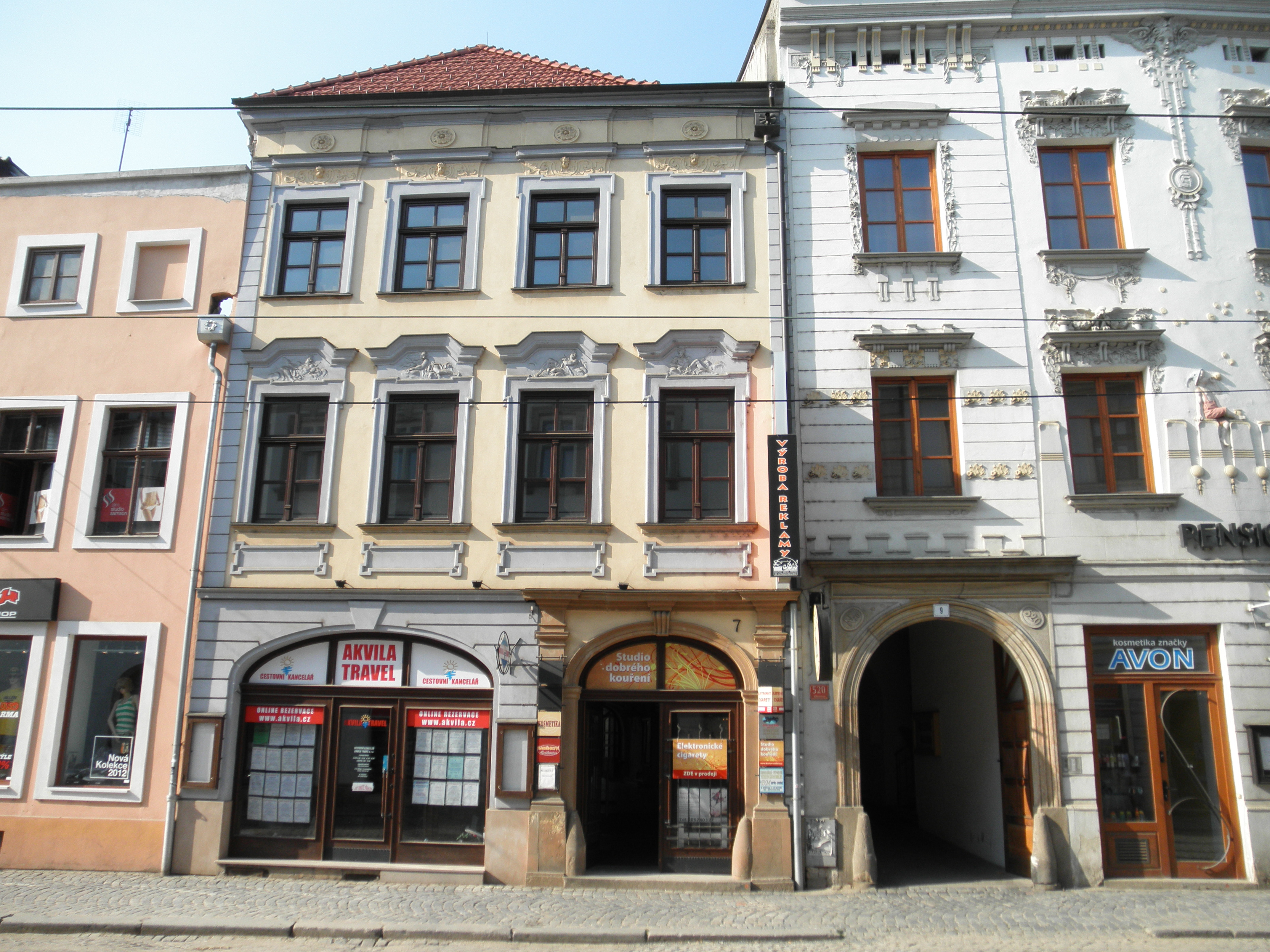
Dom W. Rendera przy ul. 8. května nr 7

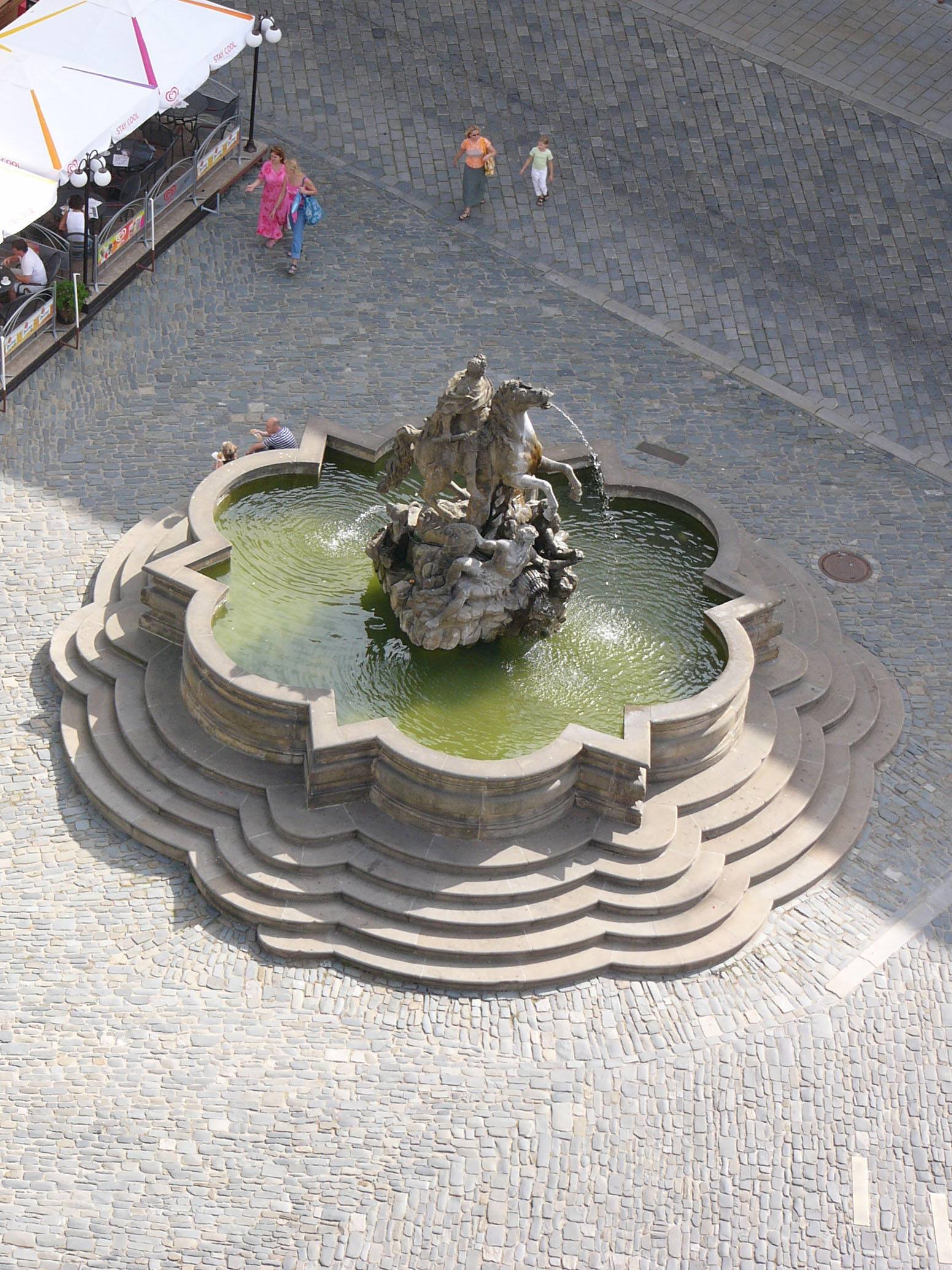
Fontanna Juliusza Cezara w Ołomuńcu

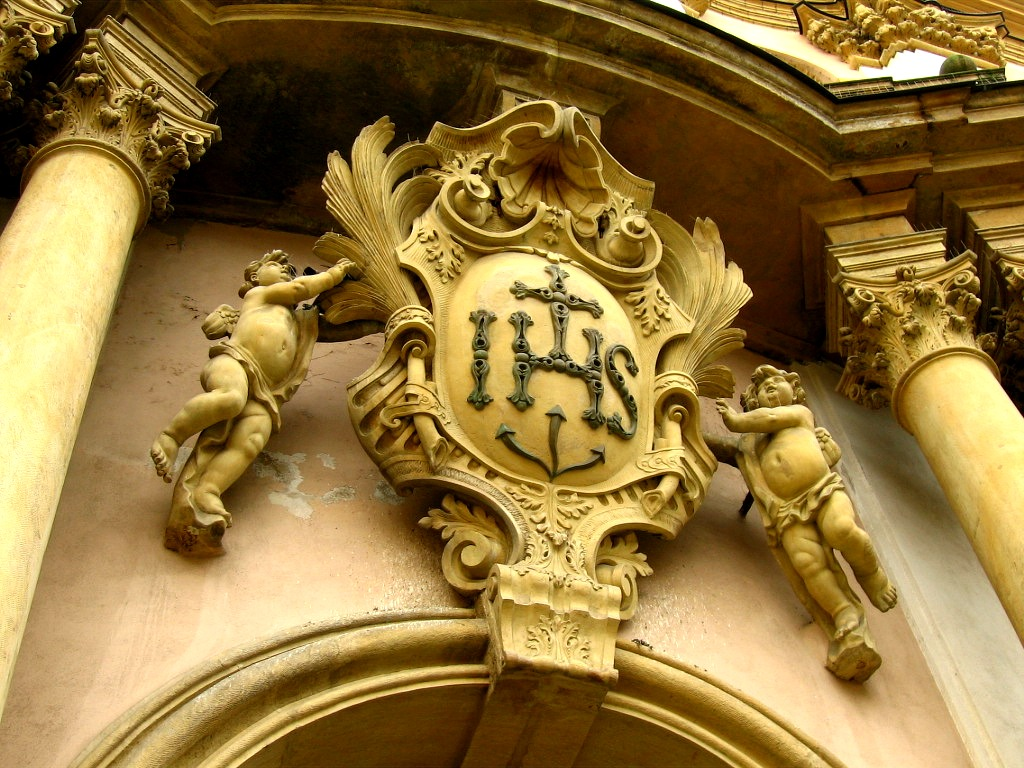
Portal kościoła Marii Panny Śnieżnej w Ołomuńcu

- 1716 zamówienie miasta na ołtarz św. Pauliny w kościele św. Maurycego w Ołomuńcu;
- 1724 - kolumna morowa v Litovli;
- 1715-1723 - kolumna Mariańska w Ołomuńcu;
- barokowe fontanny w Ołomuńcu:
  - 1707 – rzeźba św. Floriana, pierwotnie stojąca na miejscu dzisiejszej fontanny Jupitera w Ołomuńcu (od roku 1735 znajduje się na dziedzińcu twierdzy w Skrbeni);
  - 1709 – fontanna Trytonów;
  - 1725 – fontanna Juliusza Cezara (basen fontanny, autorem rzeźby jest Johann Georg Schauberger);
  - 1727 – fontanna Merkurego (we współpracy z  Filipem Sattlerem i mistrzem murarskim Johannem Jacobem Kniebandelem);
- 1728 – postument figury świętego Floriana przed kościołem św. Michała w Ołomuńcu (autorem rzeźby jest Johann Georg Schauberger) ;
- 1716 aż do śmierci w 1733 r. - kolumna Trójcy Przenajświętszej w Ołomuńcu (dokończona w roku 1754);
- portal kościoła Marii Panny Śnieżnej w Ołomuńcu.